# Ciudad del Cine
Ciudad del Cine è una stazione della linea ML3 della rete tranviaria di Madrid.
Si trova presso il centro Kinépolis, nell'area denominata Ciudad de la Imagen di Pozuelo de Alarcón.

## Storia
È stata inaugurata il 27 luglio 2007 insieme alle altre stazioni della linea.